# Шмартно в Рожни долини
Шмартно в Рожни долини (на словенски: Šmartno v Rožni dolini) е село в Словения, Савински регион, община Целе. Според Националната статистическа служба на Република Словения през 2015 г. селото има 269 жители.